# روزا صالح
روزا صالح (من مواليد 1989) هي سياسية عراقية كردية المولد وناشطة في مجال حقوق الإنسان. شاركت في عام 2005، عندما كانت في الخامسة عشرة من عمرها، في تأسيس جمعية غلاسكو للبنات مع زميلاتها من تلاميذ مدرسة درومشابل الثانوية. نظمت فتيات غلاسكو حملة لمنع وكالة الحدود البريطانية من تنفيذ مداهمات فجرًا واحتجاز الأطفال ثم ترحيلهم، ونجحت في منع ترحيل صديقتهن في المدرسة، أغنيسا مورسيلاج، وهي غجرية من كوسوفو. وروزا صالح، التي ولدت في جنوب كردستان، هي أحد مؤسسي منظمة التضامن الإسكتلندي مع كردستان.
ترشحت في مايو 2021، في انتخابات البرلمان الإسكتلندي 2021، حيث كانت المرشحة الرئيسية عن الحزب الوطني الإسكتلندي في منطقة غلاسكو. انتُخبت في مايو 2022 مستشارةً للحزب الوطني الإسكتلندي لجناح بولوك الكبرى في مجلس مدينة غلاسكو، وهي أول لاجئة سابقة تُنتخب لمنصب سياسي في إسكتلندا.

## حياتها ودراستها
وصلت روزا صالح إلى إسكتلندا عام 2001 لطلب اللجوء. وقد فرت عائلتها من كردستان العراق بعد إعدام جدها واثنين من أعمامها لمعارضتهم صدام حسين، الذي كان لا يزال في السلطة.
التحقت صالح بمدرسة درومشابل الثانوية، ثم تخرجت بمرتبة الشرف في القانون والسياسة من جامعة ستراثكلايد في عام 2013 حيث كانت أيضًا نائبة رئيس اتحاد الطلاب لشؤون التنوع والدفاع. انتُخبت لعضوية لجنة الطلاب الدوليين التابعة للاتحاد الوطني للطلاب ومجلس أمناء طلاب جامعة سنغافورة الوطنية في المملكة المتحدة.

## النشاط
في مارس 2005، بينما كانت لا تزال تلميذة في مدرسة درومشابل الثانوية، قامت صالح بحملة مع زملائها التلاميذ لمنع وكالة الحدود البريطانية من القيام بمداهمات فجرًا، وأخذ أطفال المدارس إلى يارلز وود ثم ترحيلهم. بالإضافة إلى الضغط على الحكومة الإسكتلندية ووزارة الداخلية، طورت فتيات جلاسكو، كما أصبحن معروفات، نظام إنذار مبكر مع الأصدقاء والجيران لتنبيه بعضهن البعض بشأن المداهمات التي يشنها ضباط الهجرة.
في عام 2016، عملت مع مجلس اللاجئين الإسكتلندي ولجنة استراتيجية التعليم في حملة من أجل تمويل المنح الدراسية لطالبي اللجوء. وهي أحد مؤسسي منظمة التضامن الإسكتلندي مع كردستان، وقد سافرت إلى المناطق الكردية في تركيا كجزء من وفد من النقابيين ونشطاء حقوق الإنسان.
وفي عام 2017، تم تعيين صالح عضوًا في مؤتمر نقابات العمال الإسكتلندية.
في أبريل 2021، انتقدت مقترحات وزيرة الداخلية البريطانية بريتي باتيل لإصلاح الهجرة، والتي من شأنها أن تؤدي إلى معاقبة طالبي اللجوء إذا سافروا إلى المملكة المتحدة عبر دولة أخرى كان من الممكن أن يطلبوا اللجوء فيها أولاً. وقالت صالح: «بعد أن مررت بنظام اللجوء في المملكة المتحدة -وشهدت بنفسي مدى العيوب العميقة فيه- أشعر بالفزع من أن حكومة المملكة المتحدة تخطط لمضاعفة جهودها بدلاً من إصلاح المشكلات. لقد أوضحت إسكتلندا أنها لا تريد أي علاقة بسياسات الهجرة السامة التي ينتهجها بوريس جونسون وبريتي باتيل، وتريد نظام لجوء يقوم على مبادئ العدالة والكرامة والاحترام». الواقع القاسي للبيئة المعادية للمحافظين. إن محاولاتهم المستمرة للتراجع عن التزاماتهم في مجال حقوق الإنسان أو مجرد التخلي عنها وانتهاك القانون الدولي هي وصمة عار. ومن المؤسف أن وضع العداء على الإنسانية أصبح الآن هو القاعدة بالنسبة لحكومة المحافظين هذه.

## النشاط السياسي
وقالت صالح إنها انضمت إلى الحزب الوطني الإسكتلندي لأنها ترى أوجه تشابه بين كفاح كردستان من أجل تقرير المصير واستقلال إسكتلندا. وقالت لصحيفة (i): «الاستقلال كان دائمًا في دمي». «الشعب الكردي يريد الاستقلال والحكم الذاتي، وقد ناضلنا من أجل ذلك - لقد مات الناس حرفيًا من أجل هذه القضية. هنا لا يعد الأمر سوى توقيع في استفتاء ويمكن للناس أن يفعلوا ذلك في بلد ديمقراطي. في الوطن، عليك أن تقاتل من أجل ذلك وتموت من أجل ذلك.» عملت صالح سابقًا في مكتب دائرة كريس ستيفنز، النائب عن الحزب الوطني الإسكتلندي عن جنوب غرب غلاسكو.
في عام 2017، ترشحت كمرشحة للحزب الوطني الإسكتلندي عن دائرة جارسكادن/سكوتستونهيل في انتخابات مجلس مدينة غلاسكو، ولكن لم يتم انتخابها.
وهي جزء من لجنة العدالة الاجتماعية التابعة للحزب الوطني الإسكتلندي ودافعت عن ترشيح الحزب لكلايدبانك وميلنجافي في انتخابات البرلمان الإسكتلندي لعام 2021، لكنها خسرتها أمام ماري ماكنير، مستشارة كلايدبانك. في 5 مارس 2021، تم اختيار صالح كمرشح أول للحزب الوطني الإسكتلندي لمنطقة غلاسكو. لو نجحت، لكانت أول لاجئة يتم انتخابها لعضوية هوليرود، لكن الحزب الوطني الإسكتلندي فاز بجميع دوائر المدينة الانتخابية، لذلك لم يحصل على أي مقاعد في القائمة.
انتخبت كمستشارة للحزب الوطني الإسكتلندي في منطقة بولوك الكبرى في غلاسكو في الانتخابات المحلية الإسكتلندية لعام 2022، وهي الآن بايلي.
في عام 2024، كشف عن أنها (مع 3 أعضاء آخرين في مجلس مدينة غلاسكو) كانت متأخرة عن دفع ضريبة المجلس البالغة 1210 جنيهات إسترلينية. قالت صالح: «لقد كان هذا سهوًا مؤسفًا وقد تم حله الآن».